# Lampsilis excavatus
Lampsilis excavatus är en musselart som beskrevs av Lea. Lampsilis excavatus ingår i släktet Lampsilis och familjen målarmusslor. Inga underarter finns listade i Catalogue of Life.